# Djwhal Khul

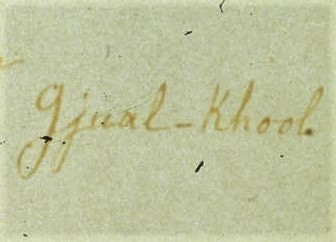
Firma de Djehal Khul.

Djwal Khul (deletreado de diversas formas como 'Djwhal Khul', 'Djwal Kul', el 'Maestro D.K.', 'D.K.', o simplemente 'DK'), según algunos teósofos, Djwal Khul es un discípulo tibetano perteneciente a la tradición esotérica de la "Sabiduría Eterna". Los textos lo describen como miembro de la 'Jerarquía Espiritual', o 'Hermandad' de los Mahatmas, uno de los Maestros de la Sabiduría Antigua, definidos como guías espirituales de la humanidad y maestros de los antiguos principios cosmológicos, metafísicos y esotéricos que forman el origen de todas las grandes filosofías, mitologías y tradiciones espirituales del mundo. Según los escritos teosóficos, se dice que Djwal Khul trabaja para promover la evolución espiritual de nuestro planeta a través de las enseñanzas ofrecidas en los 24 libros de Alice Bailey, Enseñanzas Esotéricas, publicados por The Lucis Trust (entonces llamada Lucifer Publishing Company). Se dice que Djwal Khul transmitió telepáticamente las enseñanzas a Alice Bailey y, por lo tanto, sus seguidores lo consideran el director de las comunicaciones de los Maestros de la Sabiduría Antigua.

## El nombre
El nombre djwal es la manera francesa de escribir el nombre yual, basado en la palabra sánscrita yuala (pronunciada /shuála/), que significa ‘quemante, ardiente, antorcha, llama, iluminación’.
El término khul (pronunciado /kjul/) podría provenir de khula, forma prácrita del sánscrito kṣudrá: ‘pequeño’.

## Historia
En 1919, la teósofa británica Alice A. Bailey (1880-1949) cortó sus vínculos con la Sociedad Teosófica por varias razones, principalmente la obsesión de Blavatsky con la sumisión que supuestamente los discípulos le debían al Maestro (la propia Blavatsky).
En el mes de noviembre de 1919, Alice Bailey, de 39 años, comenzó a escribir textos que, de acuerdo con ella, eran dictados telepáticamente por un «maestro tibetano» al que ella nombraba «D. K.». Publicó esos textos con el título Iniciación humana y solar. Allí dio a conocer la existencia de la jerarquía espiritual, que Madame Blavatsky ya había difundido, aunque no de manera ordenada.
Más tarde reveló que el tibetano D. K. era el maestro Djwal Khul. Bailey dijo que después de una cierta resistencia inicial (basada en la humildad), finalmente fue persuadida a nombrarlo claramente. Durante 30 años ―entre 1919 hasta su muerte, acaecida en 1949― ella escribió atribuyendo sus escritos al maestro invisible. Según Bailey, D. K. era un maestro «oriental» de quinta iniciación, discípulo del maestro del segundo rayo llamado Koot Hoomi:

Soy un discípulo de cierto grado, lo que puede significar muy poco porque todos somos discípulos: desde el aspirante más humilde hasta más allá del Cristo mismo. Vivo en un cuerpo físico como otros hombres en los confines del Tíbet y a veces —desde un punto de vista exotérico— presido un grupo numeroso de lamas tibetanos, cuando mis otros deberes lo permiten.

Alice Bailey: Tratado sobre los siete rayos (agosto de 1934).

Dentro del movimiento esotérico se lo considera como uno de los padres del movimiento Nueva Era.

## La Escuela Arcana
Según  Alice Bailey, el deseo de Djwhal Khul fue establecer una escuela esotérica cuyos miembros tuvieran libertad, no se vieran obligados a hacer juramentos ni a contraer compromisos; que se les proporcionara meditación, estudios y enseñanza esotérica, dándoles libertad para hacer sus propios ajustes e interpretar la verdad de acuerdo a su capacidad; presentándoles diversos puntos de vista y al mismo tiempo trasmitirles esas verdades esotéricas más profundas que podrían reconocer, si en ellos despertara la idea de los misterios y, aunque leyeran u oyeran algo acerca de los mismos, no los perjudicara si acaso carecieran de la percepción para reconocer la verdad.
Dicha escuela fue establecida en 1923, justamente por Alice Bailey con la ayuda de Foster Bailey y de algunos estudiantes que según los promotores del movimiento, poseerían comprensión y visión espiritual.
El libro Tratado sobre magia blanca de Bailey-Khul fue adoptado como texto de estudio, ante los continuos requerimientos de muchos estudiantes. También fue utilizada durante dos años, en una sección del cuarto grado, la enseñanza sobre el antarkarana que aparece en el tomo V del Tratado sobre los Siete Rayos. Además se dio en otra sección, como material de lectura, enseñanza sobre Espejismo (glamour).

## La guía personal
Bailey se alejó de la escuela de Madame Blavatsky debido a sus diferencias acerca de la sumisión del discípulo a su maestro. Los primeros libros de Djwal Khul hablaban en contra del discipulado estricto, y se centraba más en la verdad interior de cada ser humano. Sin embargo, desde 1931 Bailey comenzó a copiar las enseñanzas de Blavatsky y a aceptar discípulos. A todos les decía que en realidad ella no era la maestra, sino Djwal Khul y la jerarquía de lamas, que la manejaban desde los Himalayas.
Bailey dejaba sus instrucciones (siempre bajo el pseudónimo de Djwal Khul) mediante cartas personales a cada uno de ellos, con instrucciones enviadas aproximadamente cada seis meses.
Luego de varios años Bailey dio por cerrado el grupo, alegando que sus estudiantes no habían aprovechado sus enseñanzas.
Les aclaró por carta que su trabajo no era el de elogiar el ego y el orgullo del estudiante sino más bien el de corregirles los defectos.

## Citas
Alice Bailey escribió muchos textos, afirmando que eran dictados telepáticamente por Djwhal Khul:
Oh, chela [discípulo] en la luz, ¿no ves tú el portal?
Veo el Portal y oigo una voz que llama. Qué debo hacer, Maestro de mi vida?
Atraviesa el Portal y no pierdas el tiempo en mirar retrospectivamente el camino que terminas de hollar. Sigue adelante hacia la luz.
El portal es demasiado angosto, maestro de mi vida, temo que no podré pasar.
Acércate al Portal y toma la mano de otro peregrino en el camino de la vida. Acércate al portal y no trates de entrar solo.
Ahora que he tomado la mano del hermano de mi derecha y del hermano de mi izquierda, no puedo ver el portal. Me parece estar rodeado de peregrinos en el camino. Parecen iguales, su nota es una, se parecen a mí y me circundan por todos lados, no puedo ver el portal.
Avanza en el sendero, oh peregrino en la luz, y permanece con ellos tomados de la mano ante el Portal de la luz. ¿Que ves?
Nuevamente aparece la puerta, y ahora parece amplia, no angosta como antes. ¿Qué vi antes? No era igual al portal que ahora enfrenta a este grupo de hermanos que permanece unido en el sendero.
El portal que viste antes, era una ficción de tu mente; una forma mental de tu creación separatista, algo que te separaba de la verdad, demasiado estrecha para atravesarla, sin embargo colmada de seducción errónea. Sólo el hombre que toma la mano de su hermano puede ver realmente el portal; sólo el hombre rodeado por los muchos que constituyen uno, puede entrar por ese portal que se cierra al hombre que trata de entrar solo.
Algunos de los temas tratados en este libro son:
entrenamiento interno
- energías en el universo
- reencarnación (intervalos, en cuánto tiempo se regresa al mundo físico)
- ejercicios de respiración
- el ego y el alma
- disciplina física
- conciencia
- antahkarana
- el amor

### Técnica de meditación
Una vez que el estudiante aparta su conciencia y la lleva al plano mental, fijándola en algún punto dentro del cerebro, entona la palabra sagrada suavemente tres veces, imaginando que envía el aliento como una fuerza clarificadora y purificadora, barriendo en su avance las formas mentales que circulan dentro del ovoide mental. Finalmente, ha de imaginar al cuerpo mental limpio y libre de formas mentales.
En estas condiciones debe procurar elevar su vibración lo más alto posible, tratando de hacerlo desde el cuerpo mental al cuerpo causal, y así permitir que actúe directamente el ego sobre los tres vehículos inferiores. Mientras pueda mantener lo más elevada posible su conciencia y también la vibración, la del ego en su propio plano, el cuerpo mental se mantendrá en estado de equilibrio. No retendrá vibraciones inferiores, análogas a las formas mentales que circulan en su medio ambiente. La fuerza del ego circulará por todo el cuerpo ovoide mental, impidiendo que penetren unidades geométricas extrañas, neutralizando así los peligros de la inhibición. Algo más se logrará en el transcurso del tiempo la materia mental se sintonizará en tal forma con la vibración más elevada, que se estabilizará y, automáticamente, rechazará todo lo que sea inferior o indeseable.
Alice Bailey

En el libro Los rayos y las iniciaciones (tomo 5) dice: «¿Para qué les voy a dar el mantra de voluntad del primer rayo si lo único que hacen es repetirlo mecánicamente como loros?».

## Libros publicados
En el mes de noviembre de 1919 Alice Bailey comenzó a escribir textos que afirmaba que eran dictados telepatía|telepáticamente por Djwal Khul.
El primer libro publicado fue Iniciación humana y solar.
Luego publicó Cartas sobre Meditación Ocultista. Estas cartas proporcionaron un nuevo acercamiento a la meditación, basada en el reconocimiento de cada persona y no en la sumisión al maestro.
A este siguió Tratado sobre Fuego Cósmico.
Este libro constituiría una ampliación a las enseñanzas difundidas en el libro La Doctrina Secreta sobre los tres fuegos (eléctrico, solar y por fricción). También presenta la clave psicológica de aquel libro. Según Bailey, los iniciados tenían que estudiarlo desde fines del siglo XX hasta el año 2025.
A este le siguió Tratado sobre Magia Blanca o el Camino del discípulo". Es el primer libro publicado que trata del control del linga sarira|cuerpo astral con ayuda de la mente, a medida que es iluminada por el alma.
El siguiente libro publicado fue Tratado sobre los siete rayos. Es un libro muy extenso que consta de cinco tomos:
a) Sicología Esotérica I
b) Sicología Esotérica II
c) Astrología Esotérica
d) La Curación Esotérica
e) Los Rayos y las Iniciaciones 

También escribió: 
"La Educación en la Nueva Era"
"La Reaparición de Cristo"
"Los problemas de la Humanidad"
"Telepaía y el vehículo etérico"
"La Luz del Alma", comentarios sobre los aforismos de la Yoga de Patanjali.
"El Destino de las Naciones"
"Del Intelecto a la Intuición"
"La Conciencia del Átomo"
"El Alma y su Mecanismo"
"De Belén al Calvario"
"La Exteriorización de la Jerarquía"
"El Discipulado en la Nueva Era", Tomo I
"El Discipulado en la Nueva Era", Tomo II
"Espejismo (Glamour): Un problema mundial"
"Autobiografía inconclusa"

## Opinión escéptica
El escritor K. Paul Johnson sostiene que los maestros acerca de los que escribía Madame Blavatsky y produjo una correspondencia postal eran en realidad idealizaciones de personas que fueron sus mentores.
Johnson afirma que este Djwal Khul era en realidad Dayal Singh Majithia, miembro del Singh Saba (movimiento independentista y de reforma sij).
El investigador y periodista Paul Zweig, en su artículo ‘La comunicación con los muertos y otras diversiones’ sostiene que las revelaciones de Madame Blavatsky fueron un fraude.

## Libros sobre Djwhal Khul
Coquet, Michel: El Tibetano - Vida y obra del Maestro Djwhal Khool, Barcelona: Escuela de Misterios, 2009.